# Liga de Ascenso-Segunda División
Die Liga de Ascenso-Segunda División ist die zweithöchste Spielklasse im costa-ricanischen Fußball. Sie wird vom Zweitligaverband LIFUSE im Auftrag der FEDEFUTBOL (costa-ricanischer Fußballverband) organisiert. Der Meister steigt in die Primera División de Costa Rica auf, die beiden Letztplatzierten steigen in die Primera División Aficionada ab.

## Aktueller Austragungsmodus (2018/19)
Die Saison 2018/19 wird im folgenden Modus im Apertura-Clausura-System ausgespielt:
- Die 18 Vereine werden nach regionalen Gesichtspunkten in zwei Gruppen à 9 Mannschaften aufgeteilt
- In der Hinrunde treffen die Mannschaften in Hin- und Rückspielen auf die 8 anderen Mannschaften ihrer Gruppe, so dass sich eine Gesamtanzahl von 16 Spielen pro Team ergeben. Die besten zwei Mannschaften jeder Gruppe sowie die insgesamt nächstbesten vier Teams qualifizieren sich für die Playoffs.
- Die Playoffs werden vom Viertelfinale bis zum Finale in Hin- und Rückspielen ausgetragen.
- Am Ende der Saison bestreiten der Sieger der Apertura und der der Clausura ein Meisterschaftsfinale um den Aufstieg in die höchste Spielklasse.
- Aus den Spielen der Gruppenphase der Apertura und Clausura (insgesamt 32 Spiele) wird eine Gesamttabelle erstellt, um den Absteiger in den Amateurfußball zu bestimmen.
- Wenn ein Verein sich insgesamt drei Mal etwas größeres zu Schulden kommen lässt (z. B. Nichtantritt, Nichtabgabe der Pflichtabgaben etc.) steigt er automatisch in die dritte Liga ab.

## Teilnehmer Saison 2018/19
Gruppe A
- AD COFUTPA
- AD Guanacasteca
- AD Municipal Liberia (A)
- AD Municipal Santa Ana (N)
- AD Santa Rosa
- ADR Jicaral Sercoba
- Deportivo Cartagena-Guanacaste (F*)
- Futbol Consultants Desamparados
- Puntarenas FC

Gruppe B
- AD Cariari Pococí
- AD Juventud Escazuceña
- AD Municipal Turrialba
- AS Puma Generaleña
- CS Uruguay de Coronado
- Curridabat FC
- Once de Abril (F**)
- Puerto Golfito FC (N)
- Sporting San José

*AD Municipal Ramonense nimmt mit der Franchise von Deportivo Cartagena-Guanacaste (mit Kaufoption zur nächsten Saison) teil.
**Die Zweite Mannschaft (U23) von LD Alajuelense nimmt mit der Franchise von AD Aserrí am Wettbewerb teil, ist jedoch nicht zum Aufstieg berechtigt.